# الکس رودریگز
 الکس رودریگز (انگلیسی: Alex Rodriguez؛ زادهٔ ۲۷ ژوئیهٔ ۱۹۷۵) یک بازیکن بیس‌بال اهل ایالات متحده آمریکا است. او در سال ۲۰۱۹ با جنیفر لوپز، خواننده آمریکایی نامزد کرده بود و در سال ۲۰۲۱ از یک‌دیگر جدا شدند.